# Die Rekruten
Die Rekruten ist eine Webserie, die ab November 2016 von der Bundeswehr zum Anwerben neuer Rekruten genutzt wurde. Dafür wurden Rekruten der 10. Inspektion der Marinetechnikschule in Parow während ihrer Grundausbildung gefilmt.
Zu Beginn der Serie landeten die Videos fast ausschließlich an der Spitze der YouTube-Trends, nach und nach verlor sich jedoch das Interesse der Zuschauer. Die Bundeswehr bezeichnet die Serie als „großen Erfolg“, da danach die Bewerberzahlen um 20 % gestiegen seien.

## Konzept
In den 5–10-minütigen Episoden werden die Rekruten an den einzelnen Tagen ihrer Grundausbildung meist mit Kameras mit Fischaugenobjektiven gefilmt. Darüber hinaus geben sie und ihre Ausbilder während der Ausbildung kurze Erklärungen zum aktuellen Geschehen.

## Fortsetzungen
2017 wurde eine ähnliche Serie produziert, die den MINUSMA-Einsatz im afrikanischen Mali zum Thema hat. Einzelne Folgen konnten das anvisierte junge Zielpublikum mit mehreren Hunderttausend Aufrufen erreichen. 2018 folgte die Serie KSK – Kämpfe nie für dich allein, ausgestrahlt über YouTube und WhatsApp. Im April 2019 startete die YouTube-Serie Survival, in der sieben Offiziere bei einem Einzelkämpferlehrgang begleitet wurden.

Die Serie Die Rekrutinnen, in der sieben Rekrutinnen der Bundeswehr bei ihrer Grundausbildung begleitet wurden, startete im September 2019 und wurde ebenfalls auf YouTube veröffentlicht.
Der Sender RTL II sicherte sich die Rechte der Serie für eine Fernsehausstrahlung. Da man sich auf keinen geeigneten Sendeplatz einigen konnte, entschied sich RTL II, das Projekt doch nicht umzusetzen. Die Bundeswehr will nach einer Alternative Ausschau halten.

## Kritik
Sascha Stoltenow, Blogger und ehemaliger Soldat, kommentiert die Webserie kritisch: „Für mich ist das zu viel Abenteuerspielplatz und zu wenig ernsthafte Auseinandersetzung mit den ernsten Seiten des soldatischen Dienens.“
Die Grünen-Politikerin Doris Wagner kritisierte in der Augsburger Allgemeinen, dass ernste Themen wie Auslandseinsätze, Tod und Langeweile im Grundbetrieb völlig ausgeblendet werden.

## Auszeichnungen
Die Rekruten wurde mit dem Deutschen Digital Award 2017 in der Kategorie „Branded Content – Video-long-form (z. B. WebTV)“ ausgezeichnet und erhielt Bronze in der Kategorie „Social / Dialog – Social Media Campaign“. Außerdem erhielt die Serie den Client Award 2017. Der Art Directors Club für Deutschland zeichnete die Serie 2017 mit einem goldenen Nagel in der Kategorie „Branded Content“ sowie je einem silbernen Nagel in den Kategorien „Social Media / Network“ und „Digitale Kampagne“ aus. Im November 2017 gewann Die Rekruten zwei GWA-Effies: Silber in der Kategorie „Media“ sowie Gold in der Kategorie „Content Hero“. Die Serie setzte sich bei der Auszeichnung erstmals in der deutschen Effie-Geschichte für den ausgelobten Grand Prix durch. Beim Deutschen Mediapreis 2018 wurde die Agentur Crossmedia für die Serie in der Kategorie „Beste Media-Idee Digital“ ausgezeichnet.